# مارك رايموند هارينجتون
مارك رايموند هارينجتون (بالإنجليزية: Mark Raymond Harrington)‏ هو عالم إنسان أمريكي، ولد في 6 يوليو 1882، وتوفي في 30 يونيو 1971.